# Troskabsprøven
Troskabsprøven er en dansk stum romantisk komediefilm fra 1911 produceret af Nordisk Films Kompagni og instrueret af William Augustinus efter manuskript af Nicolai Brechling.
Filmen havde dansk premiere den 23. september 1911 i Biograf-Theatret i København. Filmen blev i tysktalende lande distribueret som Eine Probe.

## Handling
En ungt par har været gift i et par måneder. Hustruen er - ikke helt uden grund - skinsyg, og manden indrykker en annonce i Avisen, hvor han søger en ung dame til sit kontor, hyrer hun en privatdetektiv, der kan sætte manden på en prøve. Prøven går ikke godt for manden, men han får sig til gengæld en lektion, der får ham til at love bod og bedring.

## Medvirkende
- Karen Poulsen